# Gelasma auspicata
Gelasma auspicata är en fjärilsart som beskrevs av Louis Beethoven Prout 1917. Gelasma auspicata ingår i släktet Gelasma och familjen mätare. Inga underarter finns listade i Catalogue of Life.